# Vulgichneumon uchidai
Vulgichneumon uchidai är en stekelart som beskrevs av Setsuya Momoi 1970. 
Vulgichneumon uchidai ingår i släktet Vulgichneumon och familjen brokparasitsteklar. Inga underarter finns listade i Catalogue of Life.